# Ouézy
Ouézy település Franciaországban, Calvados megyében. Lakosainak száma 232 fő (2022. január 1.). Ouézy Cesny-aux-Vignes és Mézidon-Vallée-d’Auge községekkel határos.

## Népesség
A település népességének változása:
| Lakosok száma | 233  | 230  | 229  | 228  | 235  | 235  | 238  | 241  | 236  | 232  |
|               | 2006 | 2011 | 2013 | 2015 | 2016 | 2018 | 2019 | 2020 | 2021 | 2022 |